# Nekketsu Kōkō Dodgeball-bu: Soccer-hen MD
Nekketsu Kōkō Dodgeball-bu: Soccer-hen MD est un jeu vidéo de football sorti en 1992 sur Mega Drive. Le jeu a été développé par Technos et édité par PalSoft.